# Tomba Pisa
La Tomba Pisa est l'une des tombes étrusques du site du parc archéologique de  Sovana, l'Area archeologica di Sovana, situé en province de Grosseto.

## Description
De type a camera, cette tombe date du IIIe siècle av. J.-C., et comporte 9 chambres funéraires communicantes, entièrement sculptées dans le tuf de la colline. Y ont été retrouvés des vestiges du IIIe  au  Ier siècle av. J.-C. : des céramiques hellénistiques comportant des ajouts en bronze doré. Son nom lui a été donné par  l'Institut d'archéologie de Pise qui l'a découverte et explorée en 1963.